# Weird Science (serie de televisión)
Este artículo es sobre la serie de televisión. Para ver el artículo sobre la película, diríjase a Weird Science (película).
Weird Science (titulada Una chica explosiva en España y Ciencia Loca en Hispanoamérica) es una serie de televisión de comedia de situación y ciencia ficción estadounidense estrenada el 5 de marzo de 1994 en el canal de televisión USA Network. Está basada en la película del mismo nombre. Al igual que dicha película, trata de una mujer guapísima con poderes mágicos creada por ordenador por dos estudiantes.

## Argumento
La serie se centra en las aventuras de Gary Wallace (John Mallory Asher) y Wyatt Donnelly (Michael Manasseri), dos amigos y estudiantes inadaptados en su escuela preparatoria, que ambos tienen muy mala suerte con las chicas del instituto además de sufrir mucho abuso de los integrantes del equipo de fútbol americano quienes los golpean a menudo. Un día mientras usan el computador de Wyatt, Gary al ver la película La novia de Frankenstein tiene la idea de crear una mujer perfecta por medio del ordenador y lo intentan. Sin embargo, una extraña tormenta eléctrica lanza un relámpago a la casa lo que causa que la simulación cobre vida y aparece una mujer de verdad a la que llaman Lisa (Vanessa Angel) y con mucho más de lo que esperaban ya que tiene poderes cibernéticos capaces de cumplir todos sus deseos de forma temporal o permanente en algunos casos.

## Reparto
- John Mallory Asher (Gary Wallace): Wallace es un estudiante mediocre y vago que siempre busca atajos que le permitan conseguir lo que quiere (normalmente para impresionar a las chicas).
- Michael Manasseri (Wyatt Donnelly): Wyatt es un estudiante muy inteligente, proviene de una familia adinerada que frecuentemente está fuera de la ciudad siendo dejado al cargo de su hermano mayor, Chett. La mayoría de las historias le muestran como un tipo cauto y mucho más reacio que su amigo a la hora de usar los poderes de Lisa.
- Vanessa Angel (Lisa): Lisa se describe a sí misma como una genio mágico capaz de conceder deseos a los chicos, aunque lo hace sin elección más que por deber u obligación. Una vez que concede uno es incapaz de anularlo, aún a pesar de que en algunos casos salga mal o mientras no se resuelva la situación en la que se metieron Gary y Wyatt. A pesar de todo les es fiel por ser sus creadores. Hay ocasiones en las que deja su lugar como genio para tratar de vivir experiencias humanas tales como el amor y la amistad, entre otras, y en las que también hay personas que descubren quién es realmente, aunque siempre termina borrando sus memorias.
- Lee Tergesen (Chett Donnelly): Chett es el hermano mayor de Wyatt y un militar graduado al que le denegaron una paga. Declara fervientemente que no le gusta los vagos, aunque él tampoco está preocupado por buscar un trabajo. Se caracteriza por ser paranoico y temperamental, normalmente desahoga sus fracasos y frustraciones con su hermano. También es conocido por su interés sexual hacía Lisa, quien siempre usa sus poderes para castigarlo como ella quiere. En los episodios de las últimas temporadas sabe quién es realmente, aunque mantiene el secreto con Gary y Wyatt.